# Tyge A. Christensen
Tyge Ahrengot Christensen (31. marts 1918 i Nykøbing Mors – 17. januar 1996) var en dansk botaniker, der var lektor ved Københavns Universitet og blev æresdoktor sammesteds 1986.
Tyge A. Christensen forfattede i 1962 en betydningsfuld lærebog om algernes systematik og biologi. Hans forskning omhandlede gulgrønalgeslægten Vaucheria. Han var en af initiativtagerne til oprettelsen af The International Phycological Society og medredaktør af Phycologia (1961-69) samt medlem af den internationale navnekomité for alger (1959-87).
Christensen var derudover medlem af Danmarks Naturfredningsforenings Naturvidenskabelige Udvalg (1956-64) og af Naturfredningsrådet (1973-77). Til minde om ham har International Phycological Society indstiftet The Tyge Christensen Prize, der uddeles hvert andet år. Prisen på 5000 dollar gives for den bedste videnskabelige artikel om alger publiceret i selskabets tidsskrift i de to foregående år.